# Rachel Deniau
Rachel Deniau, née Rachel Lacordais le 1er mai 1899 à La Croix-en-Touraine (Indre-et-Loire) et décédée en avril 1943 à Birkenau est une résistante française.

## Biographie

### Jeunes années
Rachel Lacordais naît le 1er mai 1899 à La Croix-en-Touraine, quatrième enfant d'un bûcheron et d'une femme au foyer,. La famille réside à Saint-Denis-Hors, commune limitrophe d'Amboise. En 1921, elle épouse Paul Deniau, ouvrier et devient factrice des postes à Amboise.

### Activités pendant l'occupation
Elle intègre une filière de la Résistance, fait passer des lettres clandestinement en zone Sud et aide des prisonniers de guerre évadés à franchir la ligne de démarcation,. Son époux ignore tout de ses activités clandestines pour la libération de la France. À la suite d'une dénonciation, la filière est démantelée le 10 septembre 1942 par la Gestapo de Tours. Le lendemain, elle est arrêtée, et enfermée en compagnie des autres membres de la filière à la prison de l’École Michelet à Tours avant d'être envoyée au fort de Romainville le 7 novembre. Elle est déportée à Auschwitz le 24 janvier 1943 dans le convoi dit des 31 000 pour être internée au camp des femmes de Birkenau : elle y meurt du typhus au Revier le 10 avril 1943. La date précise de sa mort diverge selon les sources : allant de début mars, au 10 avril, selon l’acte de décès établi par l’administration SS du camp, jusqu'au 2 juin 1943 selon l'administration française.
Sa famille apprend sa mort seulement en mai 1945, par Hélène Fournier, seule rescapée des vingt tourangelles du convoi.

### Hommages
Une rue de la commune de La-Croix-en-Touraine (Indre-et-Loire) porte son nom.
Son nom figure sur la stèle aux Déportés érigée, par la ville d’Amboise, en mémoire des Amboisiens ayant subi la déportation durant la deuxième Guerre Mondiale. 

## Récompenses
Elle a été reconnue Morte pour la France.
Joseph Deniau, le dernier fils de Rachel Deniau a été reconnu pupille de la Nation en raison de la déportation de sa mère.

## Mémoire et valorisation contemporaine
Rachel Deniau fait partie des femmes mises en lumière par le projet Les Illustres inconnues de Touraine contribuant à améliorer la visibilité des femmes tourangelles ayant marqué l’histoire locale ou nationale dans Wikipédia. Ce projet initié en 2020 par Osez le féminisme 37 et porté par les Archives départementales d’Indre-et-Loire a obtenu le soutien de la Ville de Tours et de l’Université de Tours. Il a réuni différents acteurs (HF Centre Val de Loire, Bibliothèque municipale de Tours, association La FUN) et a donné lieu à une série d’actions :
- des editathons avec la création de notices biographiques sur Wikipédia ;
- une exposition grâce aux illustrations réalisées par Audrey Silva et au travail biographique collectif ;
- la création d’un jeu de plateau pédagogique “Qui sont-elles ? Les Illustres inconnues de Touraine”, illustré et fabriqué par Mary Christides.